# 잔코나베

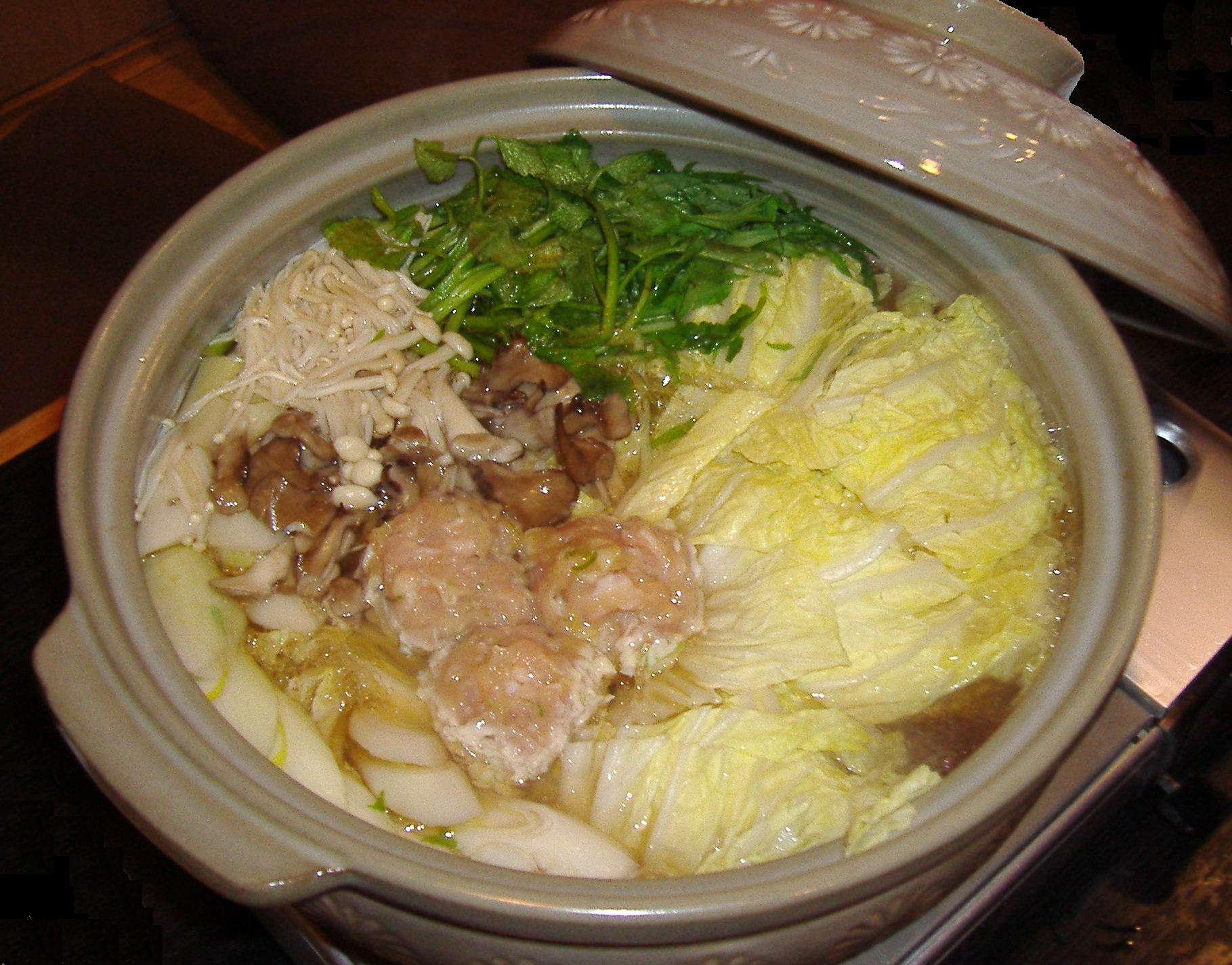
잔코나베

잔코나베(ちゃんこ鍋)는 일본의 스모선수나 레슬러가 먹는 냄비요리이다. 스모를 하기 위한 큰 체격을 만들기 위해 냄비요리를 먹는 경우가 많고 그것이 널리 알려진 것이 바로 잔코나베이다. 잔코나베는 일본에서는 외식산업의 한 분야로 성립되어 있다. 잔코나베의 가게는 외식산업으로 비교적 오래전부터 존재하고 있었다. 주로 오랜 세월동안 명성이 있던 스모 선수들이 은퇴후에 전업한 경우가 많으며 점포의 명칭은 자신의 선수시절의 스모선수 이름, 지명도를 빌리는 경우가 많다. 스모문화와 직결되어 있는 요리이며 스모대회가 열리는 나고야, 오사카, 후쿠오카 등에 가게가 많다. 최근에는 전 요코즈나였던 와카노하나인 하나타 카츠가 경영하는 드림 아크가 운영하는 가게가 일본전국규모의 체인점을 운영하고 있다.

## 같이 보기
- 나베모노